# Бурулька

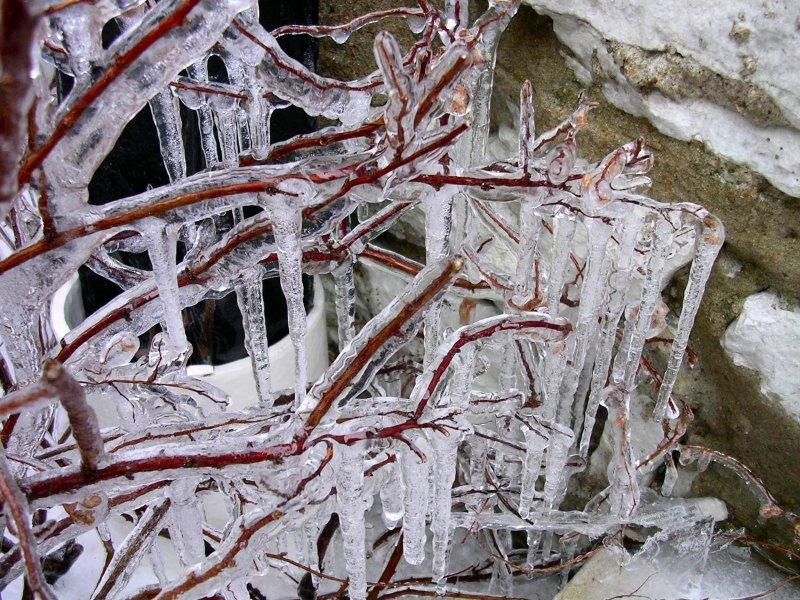
Зледеніння — часта причина аварійних ситуацій з падінням та ламанням гілок дерев

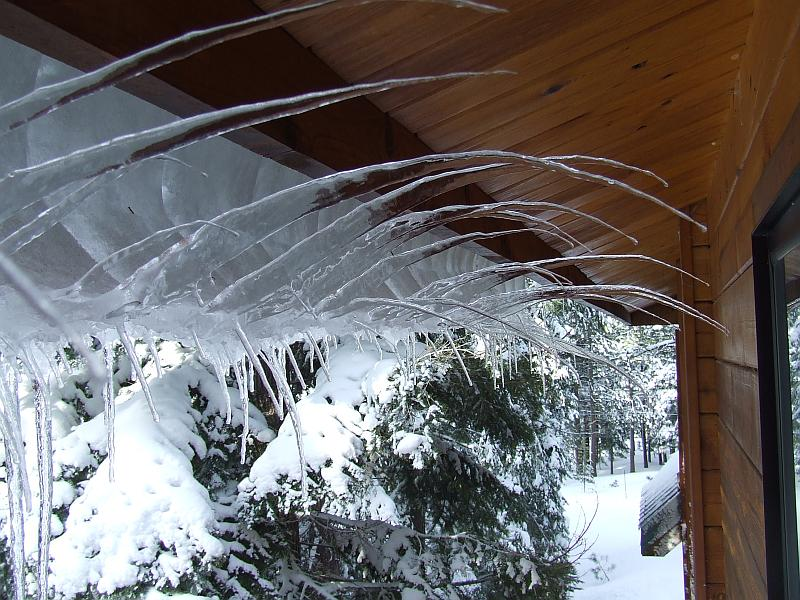
Викривлення бурульок, трапляється при поступовому нагинанні гілок дерев та при повільному сповзанні снігу з даху.

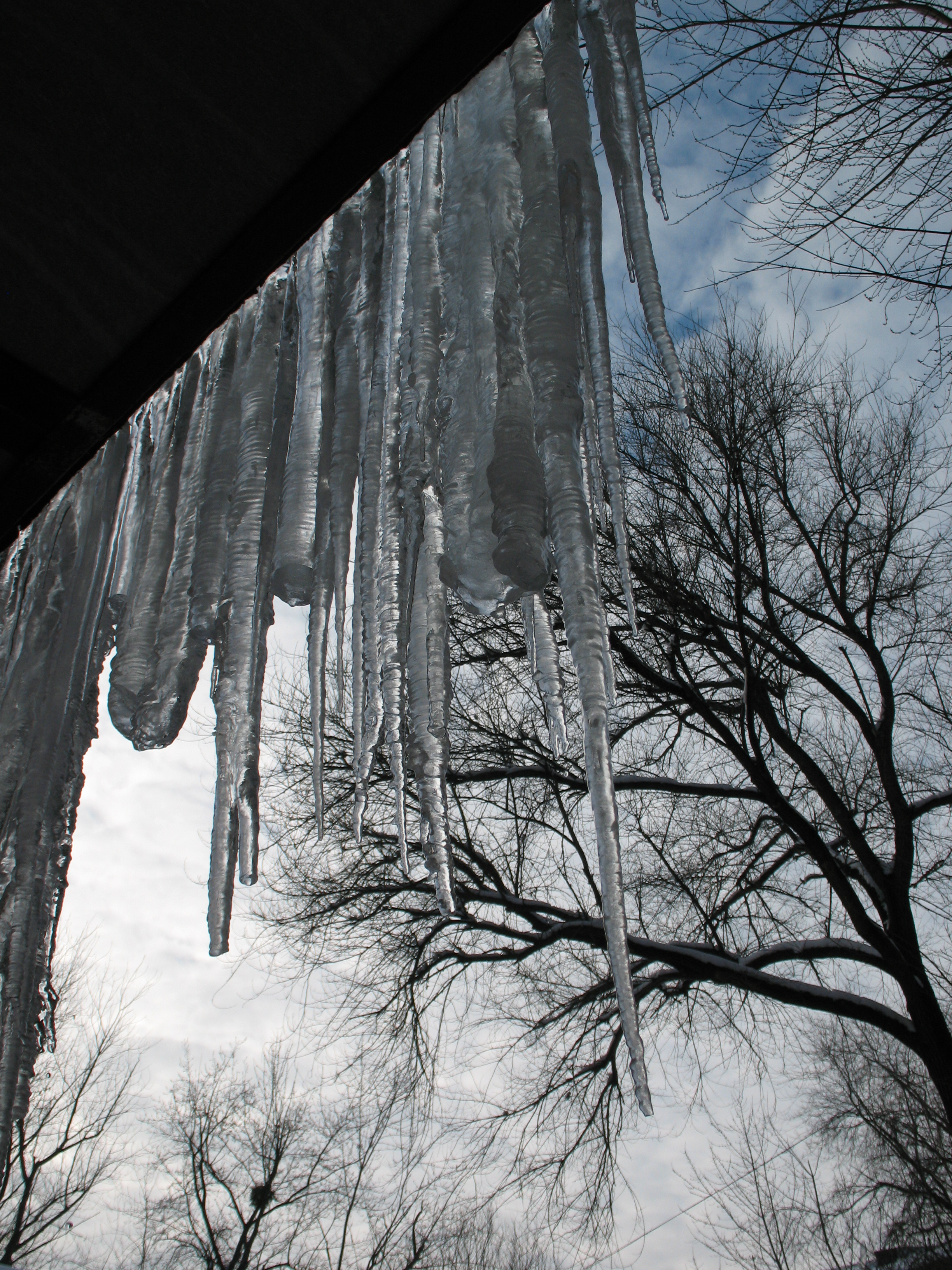
Бурульки, що звисають з даху будинку. Харків, лютий 2009 р.

Буру́лька — це крижаний сталактит (рідше — висячий полій), який утворюється на краях нависаючих предметів, на скельних виступах, берегових обривах, проводах, галузках дерев і т. д., а також у підземних порожнинах гірських порід при пошаровому наморожуванні води, коли вона повільно стікає або капає. Бурульки звичайно мають конусоподібну форму з вершиною діаметром кілька міліметрів унизу. Будова бурульок подібна до будови градин.
Слово «бурулька» за походженням пов'язане з бору («boru») — тюркським словом, яке означає «труба». Споріднене з «буран» і «бурав».
При випаданні снігу з дощем часто утворюються так звані сніжні бурульки (сталактити), що мають концентричну шаруватість, яка звичайно порушується агрегатами вмерзлих сніжних кристалів. Бурульки, що злилися, можуть утворювати гірлянди досить протяжної форми й примхливих обрисів.

## Утворення бурульок
Бурульки утворюються при низьких (мінусових за шкалою Цельсія) температурах, звичайно — кілька градусів нижче нуля, і при надходженні води. Вода може, наприклад, стікати з даху будинку, де сніг тане під впливом сонячних променів або тепла з горищних приміщень. Тала вода під впливом сили ваги стікає вниз, і, завдяки холодному навколишньому повітрю, замерзає. Внаслідок такого намерзання води розмір бурульки збільшується. Якщо сила ваги, що діє на бурульку, у результаті росту маси бурульки перевищить межу міцності льоду в точці початку росту, то бурулька падає. При припиненні надходження талої води ріст бурульки зупиняється, а при температурі вище нуля відбувається зменшення розмірів і маси бурульки за рахунок танення. При температурі нижче нуля бурульки хоча й повільно, але також зменшуються в результаті сублімації (випаровування льоду).

## Галерея
|  |
|  |

|  |
|  |

|  |
|  |

|  |
|  |

|  |
|  |

|  |
|  |